# Ichneumon incrassatorius
Ichneumon incrassatorius là một loài tò vò trong họ Ichneumonidae.